# Krzysztof Truskolaski
Krzysztof Truskolaski (ur. 25 lipca 1990 w Białymstoku) – polski polityk, poseł na Sejm VIII, IX i X kadencji.

## Życiorys
Syn prezydenta Białegostoku Tadeusza Truskolaskiego. W 2014 ukończył studia ekonomiczne na Wydziale Ekonomii i Zarządzania Uniwersytetu w Białymstoku. W 2019 na tym wydziale uzyskał magisterium z zarządzania. Pracował w dziale sprzedaży i marketingu lokalnego przedsiębiorstwa, działał w młodzieżowej radzie miasta w Białymstoku.
W wyborach parlamentarnych w 2015 kandydował do Sejmu w okręgu białostockim z pierwszego miejsca na liście Nowoczesnej. Uzyskał mandat posła VIII kadencji, otrzymując 14 141 głosów. Został m.in. delegatem polskiego parlamentu do Zgromadzenia Parlamentarnego Rady Europy. W grudniu 2018 przeszedł do klubu parlamentarnego Platforma Obywatelska – Koalicja Obywatelska. Pod koniec lipca 2019 przystąpił do PO.
W wyborach w tym samym roku z powodzeniem ubiegał się o poselską reelekcję z ramienia Koalicji Obywatelskiej, otrzymując 37 237 głosów. W 2023 po raz trzeci z rzędu uzyskał mandat poselski, zdobywając 57 664 głosy.

## Wyniki w wyborach ogólnopolskich
| Wybory | Komitet wyborczy | Komitet wyborczy     | Organ              | Okręg | Wynik          |
| ------ | ---------------- | -------------------- | ------------------ | ----- | -------------- |
| 2015   |                  | Nowoczesna           | Sejm VIII kadencji | nr 24 | 14 141 (3,25%) |
| 2019   |                  | Koalicja Obywatelska | Sejm IX kadencji   | nr 24 | 37 273 (7,16%) |
| 2023   | Sejm X kadencji  | Koalicja Obywatelska | 57 664 (9,46%)     | nr 24 |                |